# Aéroport international de Ko Samui
L’aéroport international de Ko Samui (en thaï : ท่าอากาศยานนานาชาติสมุย) est un aéroport international privé desservant l'île de Ko Samui, en Thaïlande. Il appartient à Bangkok Airways, qui a commencé sa construction en 1982. Il a été inauguré en 1989.
L'aéroport international de Ko Samui (USM) est un aéroport privé à l'origine construit par Bangkok Airways, qui est toujours l'opérateur principal et qui fut pendant longtemps le seul à proposer la liaison entre l'île et la Thaïlande. L'aéroport est également desservi par la Thai Airways International. Il ne dispose pas de bâtiments réels à disposition des passagers, hormis la boutique de souvenirs. Il possède deux terminaux : l'un pour les vols intérieurs, l'autre pour les trajets internationaux. 
L'aéroport est situé près de l'embarcadère du Big Bouddha d'où les ferries partent vers Ko Pha Ngan. Des ferries rapides pour Koh Tao et Chumphon partent de l'embarcadère de Maenam, à 6 km environ au nord-ouest de l'aéroport. 

## Situation
| \| 100 km1:12 067 000 \| Buriram Chiang · Mai Chiang · Rai Chumphon Bangkok- · Don Mueang Bangkok- · Suvarnabhumi Hat Yai Hua Hin Khon Kaen Ko Pha Ngan Krabi Lampang Loei Mae Hong · Son Mae Sot Nakhon · Phanom Nakhon Si Thammarat Nan Nakhon Narathiwat Pai Phitsanulok Phrae Phuket Ranong Roi Et Sakon · Nakhon Ko Samui Sukhothai Surat Thani Trang Trat Pattaya Ubon · Ratchathani Udon Thani |
| 100 km1:12 067 000 |

## Compagnies et destinations
| Compagnies       | Destinations |
| ---------------- | --- |
| Bangkok Airways  | Bangkok-Suvarnabhumi, Chengdu-Shuangliu, Chongqing-Jiangbei, Chiang Mai, Hong Kong, Krabi, Kuala Lumpur, Pattaya U-tapao, Phuket, Singapour-Changi |
| Berjaya Air      | Charter : Kuala Lumpur-Subang |
| Chengdu Airlines | Chengdu-Shuangliu |
| Lucky Air        | Kunming-Changshui |
| SilkAir          | Singapour-Changi |
| Tibet Airlines   | Xi'an-Xianyang |

Édité le 24/05/2019

## Statistiques
Pour des raisons techniques, il est temporairement impossible d'afficher le graphique qui aurait dû être présenté ici.

Voir la requête brute et les sources sur Wikidata.
| Statistiques de l'aéroport international de Ko Samui |        |                       |                     |                  |
| Année                                                | Vols   | Passagers à l'arrivée | Passagers au départ | Passagers totaux |
| ---------------------------------------------------- | ------ | --------------------- | ------------------- | ---------------- |
| 2005                                                 | 15 818 | 584 023               | 621 313             | 1 205 336        |
| 2006                                                 | 18 762 | 689 063               | 711 196             | 1 400 259        |
| 2007                                                 | 15 783 | 577 600               | 611 554             | 1 189 154        |
| 2008                                                 | 17 707 | 673 851               | 691 283             | 1 365 439        |
| Source : Thailand's Department of Civil Aviation     |        |                       |                     |                  |

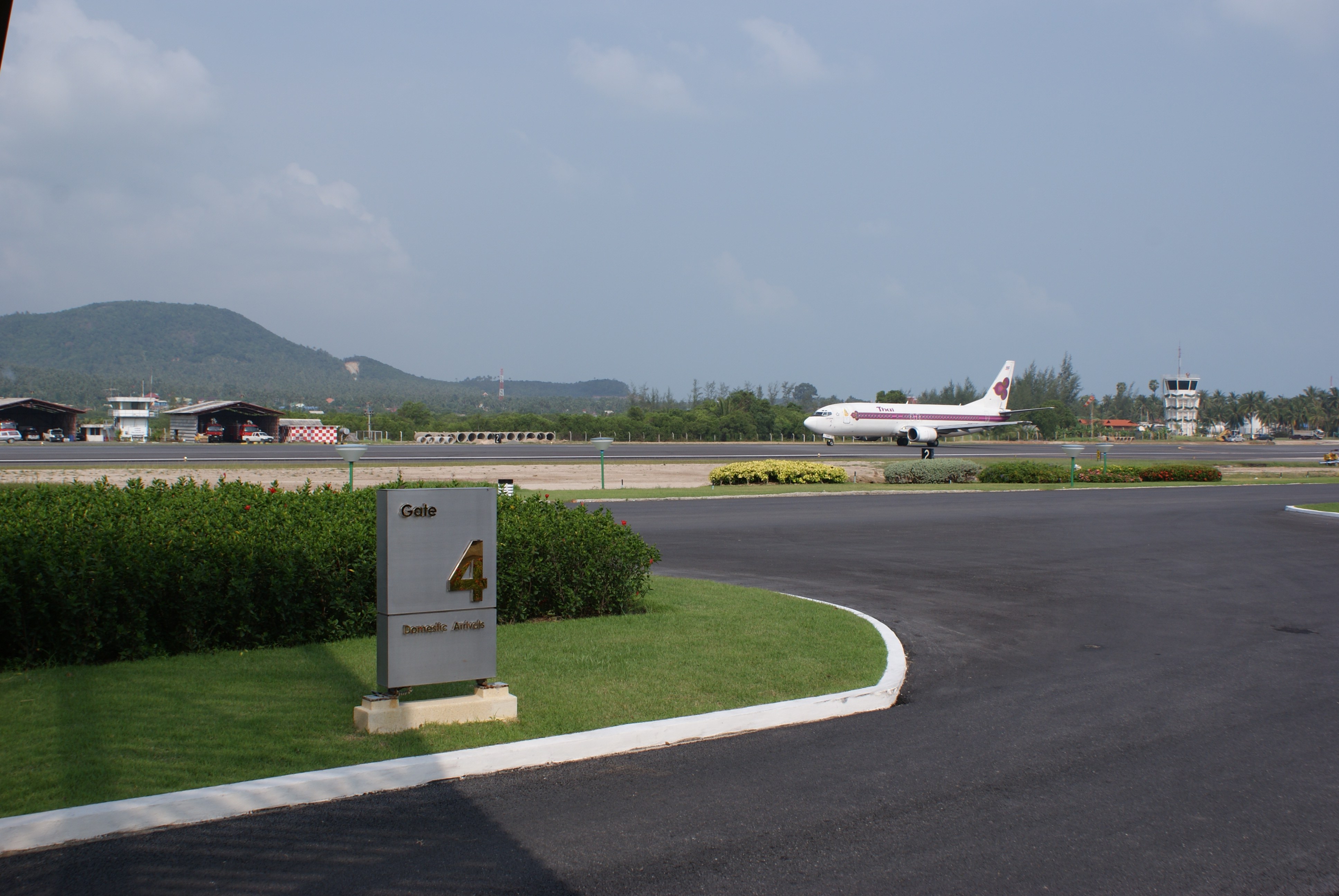
Piste de l'aéroport
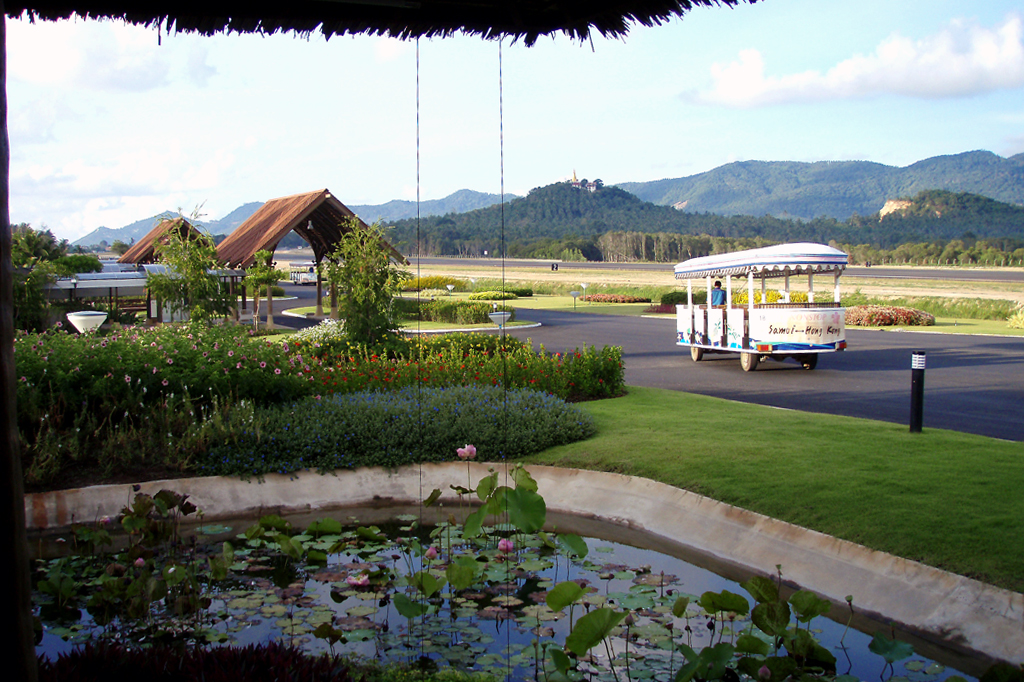
Vue générale

## Accidents
- Le 21 novembre 1990, un Bombardier Dash 8 (DHC-8-103) de la Bangkok Airways s'écrase en essayant d'atterrir sous une pluie battante et des vents puissants. Les 38 passagers à bord ont tous péri[8].
- Le 4 août 2009, le vol 622 de la Bangkok Airways, effectué par un ATR-72 entre Krabi et Ko Samui a dérapé hors de la piste, tuant l'un des pilotes[9].